# Marc Oliveras
Marc Oliveras (Barcelona, 20 december 1991) is een Andorrees alpineskiër.

## Carrière
De eerste keer dat Oliveras uitkwam op een groot toernooi was in 2013 op de Wereldkampioenschappen alpineskiën in Schladming, Oostenrijk. Hier werd hij 27e op de combinatie en 32e op de afdaling. Hij wist hier niet te finishen op de Super G en reuzenslalom.
Oliveras kwam in 2014 voor Andorra uit op de Olympische Spelen. In 2015 kwam hij uit op de Winter Universiade en won hier zilver op de Super G. Hij nam in 2017 deel aan de Wereldkampioenschappen alpineskiën en in 2018 aan de Olympische Winterspelen.

## Resultaten

### Olympische Spelen
| Jaar | Plaats      | Onderdeel    | Tijd    | Resultaat |
| ---- | ----------- | ------------ | ------- | --------- |
| 2014 | Sotsji      | reuzenslalom | 2:53,74 | 38e       |
| 2014 | Sotsji      | Super G      | 1:22,02 | 34e       |
| 2014 | Sotsji      | combinatie   | 2:58,54 | 31e       |
| 2014 | Sotsji      | afdaling     | 2:12,76 | 40e       |
| 2018 | Pyeongchang |              |         |           |
| 2018 | Pyeongchang | Super G      | 1:27,84 | 33e       |
| 2018 | Pyeongchang | afdaling     |         | DNF       |
| 2018 | Pyeongchang | combinatie   | 2:14,64 | 29e       |

### Wereldkampioenschappen
| Jaar | Plaats       | Onderdeel    | Tijd    | Resultaat |
| ---- | ------------ | ------------ | ------- | --------- |
| 2013 | Schladming   | reuzenslalom |         | DNF       |
| 2013 | Schladming   | combinatie   | 3:15,68 | 27e       |
| 2013 | Schladming   | afdaling     | 2:07,73 | 32e       |
| 2013 | Schladming   | Super G      |         | DNF       |
| 2017 | Sankt Moritz | afdaling     | 1:41,87 | 36e       |
| 2017 | Sankt Moritz | combinatie   | 2:33,71 | 37e       |
| 2017 | Sankt Moritz | Super G      | 1:29,35 | 33e       |
| 2019 | Åre          | afdaling     | 1:23,14 | 44e       |
| 2019 | Åre          | super G      | 1:27,69 | 35e       |

### Winteruniversiade
| Jaar | Plaats  | Onderdeel    | Tijd    | Resultaat |
| ---- | ------- | ------------ | ------- | --------- |
| 2015 | Granada | reuzenslalom | 1:38,79 | 12e       |
| 2015 | Granada | combinatie   |         | DNF       |
| 2015 | Granada | Super G      | 1:23,75 | Zilver    |